# Lilium pyrophilum
Lilium pyrophilum M. W. Skinner & Sorrie ist eine Art der Gattung der Lilien (Lilium) in der Amerikanischen Sektion.

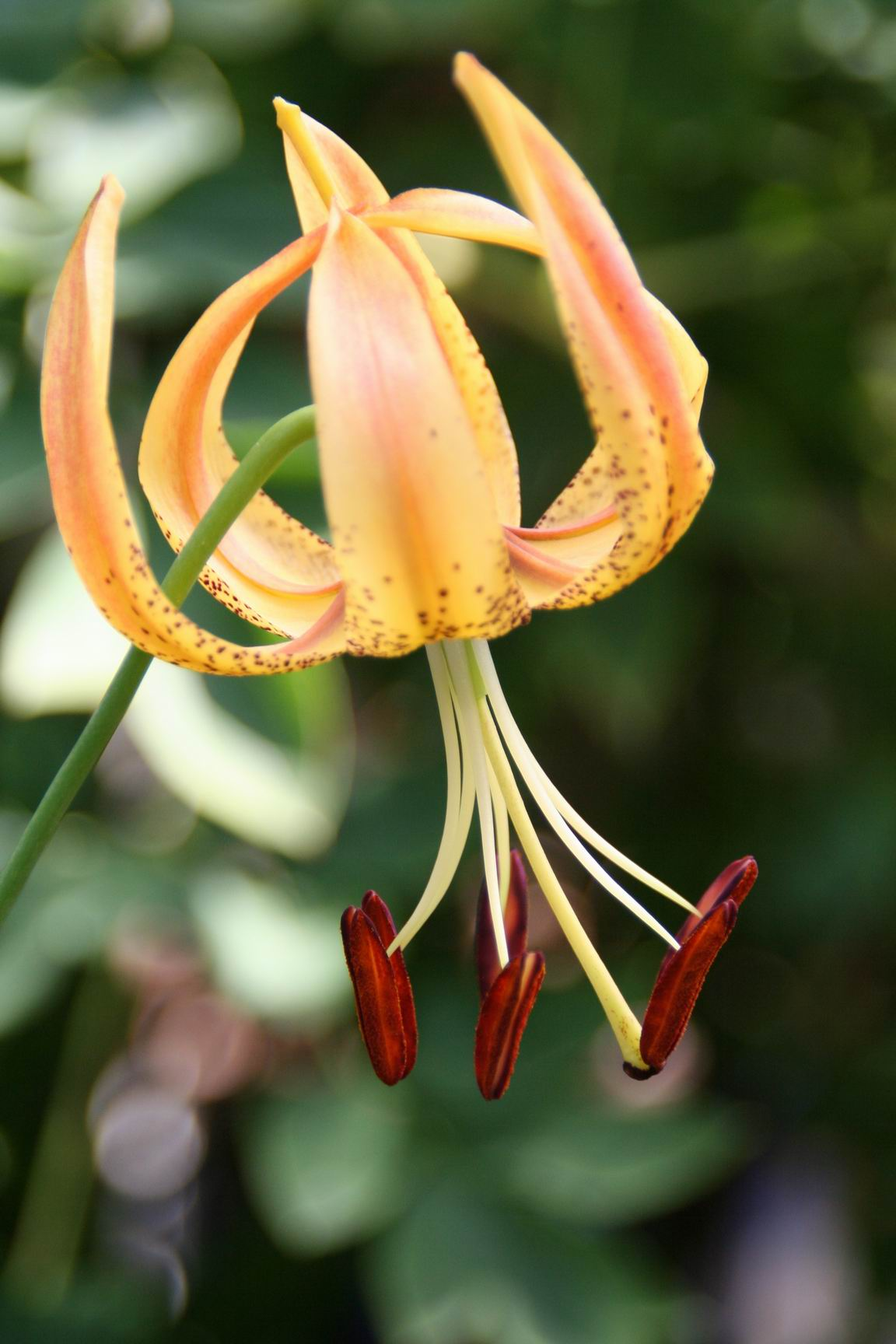
Blüte

## Beschreibung
Die Zwiebel von Lilium pyrophilum bildet unüblich weite, verzweigte Rhizome. Die Pflanze blüht im Spätsommer aus einem bis zu 90 Zentimeter hohen Stängel, in dessen unterer Hälfte kurze, schmale Blätter in ein bis drei Wirteln, in der oberen Hälfte aber wechselständig stehen.
Die Blüte ist orange bis gelb-orange, dunkelrot gepunktet und türkenbundförmig. Der Samen keimt verzögert-epigäisch, vegetativ vermehrt sich die Pflanze durch ihr Rhizom.

## Verbreitung und Ökologie
Die Pflanze ist eine der seltensten Lilienarten überhaupt, insgesamt sind von ihr nur ca. 250 Individuen bekannt. Ihre Vorkommen liegen hauptsächlich in der Sandhills-Region des östlichen North Carolina unter anderem auf dem Militärgebiet von Fort Bragg, Einzelfunde wurden auch aus South Carolina und dem südöstlichen Virginia berichtet. Die Bestände sind allopatrisch, das heißt, geografisch so sehr voneinander isoliert, dass zwischen ihnen kein genetischer Austausch mehr stattfindet.
Lilium pyrophilum bevorzugt vollsonnige Plätze in Sümpfen mit sandigen Böden in Streamhead pocosins und Sandhill sweeps als Gesellschaften, unter anderem mit Schlauchpflanzen und Sumpfkiefern. In diesem Ökosystem kommt es regelmäßig zu Bränden, die als eine Art natürliche Mahd wirken und so erst das Überleben der Lilie gewährleisten. Lilium pyrophilum profitiert von den in der Asche sich findenden Nährstoffen und der Öffnung der Pflanzendecke durch das regelmäßige Feuer.

## Systematik und botanische Geschichte
Lilium pyrophilum ist ein enger Verwandter von Lilium superbum.
Sie war vereinzelt bereits seit den 40er Jahren bekannt, wurde aber nicht als eigene Art taxiert. Ursprünglich wurde davon ausgegangen, dass es sich um eine Varietät von Lilium iridollae handele, später wurde sie auch als Lilium superbum bzw. Lilium michauxii taxiert.
Erst im Rahmen eines Forschungsauftrages zur endgültigen Klärung des taxonomischen Status von Lilium pyrophilum Mitte der 90er Jahre wurde ihr Rang als eigene Art durch Mark Williamson Skinner und Bruce Alexander Sorrie erkannt, ihre Erstbeschreibung erfolgte 2002 in Novon; a Journal for Botanical Nomenclature Band 12, Teil 1, Seite 94–105. Ihr Name pyrophilum (lat.: "feuerliebend") stammt von ihrer Vorliebe für regelmäßig von Waldbränden betroffene Habitate.
Aufgrund ihrer Seltenheit und der Bedrohung durch Habitatzerstörung (vor allem Baumaßnahmen) ist die Pflanze zugleich mit ihrer Beschreibung für volle Unterschutzstellung vorgeschlagen worden.
Anfang 2006 wurden ca. 250 Pflanzen aus künstlicher Vermehrung in den Verkauf gebracht, seither befindet sich die Pflanze in Kultur, da alle jedoch klonal vermehrt wurden und selbststeril sind, ist das Überleben in Kultur nicht gesichert.